# Tres Hermanos
Las islas Tres Hermanos (en inglés: Three Brother Islands; en francés: îles Trois-Frères) son un grupo de tres pequeñas islas de coral 20 km al este de las islas de Eagle en el borde central occidental del Banco Gran Chagos, que es la estructura de atolón coral más grande del mundo, situada en el archipiélago de Chagos. Las islas individuales son, de norte-oeste a sur-este: 
- Hermano del Norte (Île du Nord, 6 ha)
- Hermano del Medio (Île du milieu, 8 ha)
- Islote sin nombre (1 ha)
- Hermano del Sur (Île du Sud, 23 ha)